# شهرداری اوهرید
شهرداری اوهرید (به لاتین: Ohrid Municipality) یک منطقهٔ مسکونی در مقدونیه شمالی است که در مقدونیه شمالی واقع شده‌است. شهرداری اوهرید ۳۸۹٫۹۳ کیلومتر مربع مساحت و ۵۵٬۷۴۹ نفر جمعیت دارد.